# Lukunor
Lukunor ist ein Atoll im Pazifischen Ozean. Geographisch gehört es mit zwei anderen zur Inselgruppe Mortlock Islands (Nomoi-Inseln) im Archipel der Karolinen und politisch zur Inselregion Mortlocks im Bundesstaat Chuuk der Föderierten Staaten von Mikronesien.

## Geographie
Lukunor liegt 8 km nordöstlich des deutlich größeren Atolls Satawan sowie 14 km südöstlich des ebenfalls zu den Mortlock Islands gehörenden Atolls Etal. Die Fläche der Lagune von Lukunor beträgt 55 km², die Landfläche hingegen nur 2,8 km². Der äußere Saum des Riffs ist rund 39 km lang. Einschließlich der Riffflächen beträgt die Gesamtfläche 67 km². Auf dem östlichen Riffkranz liegt die mit 1,28 km² größte Insel, Likinioch, auf dem westlichen als nächstkleinere Insel Oneop. Von den 18 Inseln des Atolls sind viele wegen geringer Größe nicht bewohnt. Die beiden Gemeinden auf Lukunor – Lekinioch im Osten sowie Oneop im Westen – zählen insgesamt 1248 Einwohner (Stand: 2010).
Das Atoll weist ein nahezu geschlossenes Saumriff auf, das bei Niedrigwasser weitgehend trockenfällt und im Norden breiter ist. Die einzige Einfahrt in die Lagune liegt im Südwesten zwischen der Hauptinsel Likinioch und der westlich daneben gelegenen Insel Soponur. Die meisten Inseln liegen entlang der Südseite des Atolls, zwischen Soponur und der zweiten Hauptinsel Oneop im Westen sind es ein Dutzend Inselchen. Zwei weitere kleine Inseln, Kurum und Piasa, liegen nordwestlich von Likinioch. Außer den beiden Hauptinseln, die zugleich Gemeindezentren darstellen, weist auf dem Satellitenbild nur die Insel Piasa Anzeichen von Besiedlung auf.
Liste der Inseln im Uhrzeigersinn:
- Sopunur
- Sapwil
- Manekara
- Fanamau
- Fanofa
- Pianemane
- Fanueissane
- Pukin
- Pienemon
- Pieissin
- Pienkesse
- Pien
- Oneop
- Kurum
- Piasa
- Likinioch